# Joseph Philipp Franz von Spaur

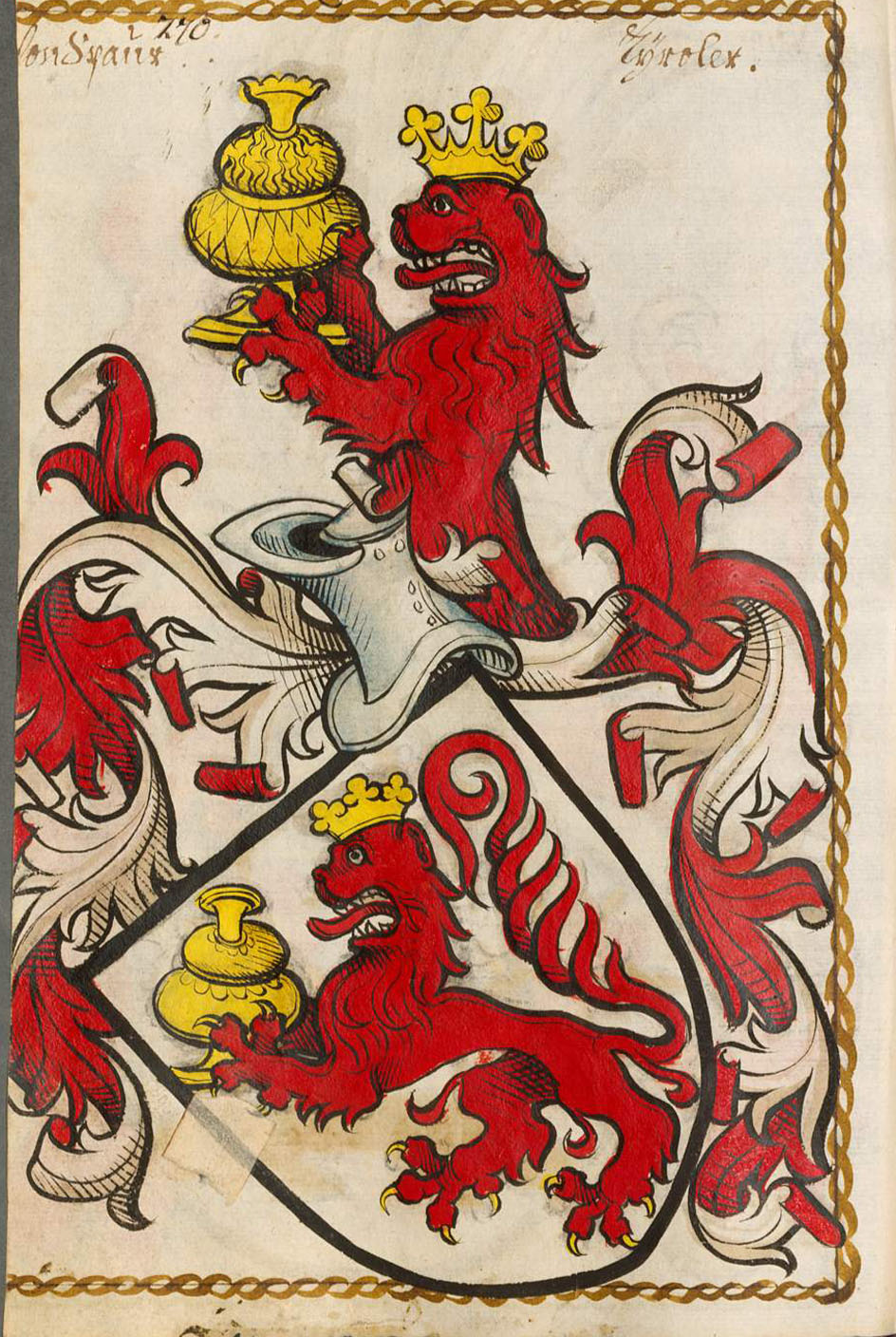
Stemma Spaur

Joseph Philipp Franz von Spaur (Innsbruck, 23 settembre 1718 – Bressanone, 26 maggio 1791) è stato un vescovo cattolico austriaco, fu vescovo di Seckau e di Bressanone.

## Biografia
Joseph Philipp Franz von Spaur nacque a Innsbruck il 23 settembre 1718, figlio del conte Johann Franz Wilhelm Maximilian von Spaur e dalla contessa Anna Trapp.
La sua famiglia, per parte di entrambi i genitori, aveva avuto degli antenati nell'ambiente ecclesiastico austriaco e in particolare due suoi parenti, Leopold Maria Joseph von Spaur e Ignaz Franz Stanislaus von Spaur erano stati principi-vescovi di Bressanone. Fu avviato alla carriera ecclesiastica e ordinato sacerdote nel 1741, dopo aver compiuto gli studi proprio a Bressanone.
Il 1º ottobre 1763 venne nominato vescovo di Seckau e il 26 maggio 1780 passò alla diocesi di Bressanone.
Morì il 26 maggio 1791 nel palazzo vescovile di Bressanone e la sua salma venne sepolta nella cattedrale cittadina.

## Genealogia episcopale
La genealogia episcopale è:
- Cardinale Scipione Rebiba
- Cardinale Giulio Antonio Santori
- Cardinale Girolamo Bernerio
- Arcivescovo Galeazzo Sanvitale
- Cardinale Ludovico Ludovisi
- Cardinale Luigi Caetani
- Cardinale Ulderico Carpegna
- Cardinale Paluzzo Paluzzi Altieri degli Albertoni
- Papa Benedetto XIII
- Papa Benedetto XIV
- Vescovo Joseph Maria von Thun und Hohenstein
- Arcivescovo Siegmund Cristoph von Schrattenbach
- Vescovo Joseph Philipp Franz von Spaur